# Womanizer
"Womanizer" je pjesma američke pop pjevačice Britney Spears. 26. rujna 2008. objavljena je kao prvi singl s njenog šestog studijskog albuma Circus u izdanju Jive Recordsa.
"Womanizer" je uglavnom dobila pozitivne recenzije, s time da su je glazbeni kritičari proglasili njezinim "povratničkim" singlom. Pjesma je ostvarila veliki uspjeh, postavši Spearsin osmi broj jedan hit u svijetu i njezin prvi broj jedan na Billboardovoj Hot 100 ljestvici nakon debitantskog singla "...Baby One More Time", nakon gotovo 10 godina. Osim toga, pjesma se našla na vrhu glazbenih ljetvica u više od 30 zemalja svijeta. "Womanizer" je postao Spearsin najprodavaniji digitalni singl u SAD-u, prodavši se u preko 2,77 milijuna primjeraka. Unatoč tome, pjesma nije dobila certifikaciju od RIAA-e.

## Obrade pjesme
Pjesmu se obradili sljedeći glazbeni izvođači: Ana Silvera, Franz Ferdinand, Lily Allen, The All-American Rejects, Ladyhawke, Girls Aloud i L'Aura.

## Popis verzija
| Digitalni download (Izašlo u prodaju: 7. listopada 2008.) 1. "Womanizer" (glavna verzija) — 3:43 CD Singl 1 (australski A CD singl/europski CD singl) (88697423412) (Izašlo u prodaju: 25. listopada 2008.) 1. "Womanizer" (glavna verzija) — 3:43 2. "Womanizer" (instrumentalna verzija) — 3:43 CD Singl 2 (australski B CD singl/europski maksi CD singl) (88697187662) (Izašlo u prodaju: 22. studenog 2008.) 1. "Womanizer" (glavna verzija) — 3:43 2. "Womanizer" (Kaskade Mix) — 5:31 3. "Womanizer" (Junior Vasquez's Electro Tribal Mix) — 8:47 4. "Womanizer" (instrumentalna verzija) — 3:43 5. "Womanizer" (glazbeni video) | Digitalni EP — s remiksevima (Izašlo u prodaju: 19. prosinca 2008.) 1. "Womanizer" (Kaskade Mix) — 5:31 2. "Womanizer" (Benny Benassi Extended) — 6:16 3. "Womanizer" (Junior Vasquez's Tribal Electro Mix) — 8:47 4. "Womanizer" (Jason Nevins Club) — 7:31 5. "Womanizer" (produžena verzija) — 5:29 Promotivni CD singl s remiksevima (Izašlo u prodaju: 27. studenog 2008.) 1. "Womanizer" (Junior Vasquez's Tribal Electro Mix) — 8:47 2. "Womanizer" (Kaskade Mix) — 5:31 3. "Womanizer" (Digital Dog Club) — 6:26 4. "Womanizer" (Digital Dog Dub) — 6:09 5. "Womanizer" (Digital Dog radio) — 3:15 6. "Womanizer" (Sodaboys remix) — 3:57 7. "Womanizer" (glavna verzija) — 3:43 |

| Ljestvice (2008.)         | Najviša pozicija |
| ------------------------- | ---------------- |
| Australija                | 5                |
| Austrija                  | 4                |
| Belgija                   | 1                |
| Danska                    | 1                |
| Europa                    | 1                |
| Finska                    | 1                |
| Francuska                 | 1                |
| Grčka                     | 10               |
| Irska                     | 2                |
| Italija                   | 1                |
| Kanada                    | 1                |
| Nizozemska                | 8                |
| Japan                     | 7                |
| Novi Zeland               | 9                |
| Norveška                  | 1                |
| Njemačka                  | 4                |
| Turska                    | 1                |
| SAD (Billboard Hot 100)   | 1                |
| SAD (Hot Dance Club Play) | 9                |
| SAD (Billboard Pop 100)   | 1                |
| Španjolska                | 8                |
| Švedska                   | 1                |
| Švicarska                 | 2                |
| UK                        | 3                |

| Godina | Dodjela nagrada                  | Nagrada                             | Rezultat   |
| ------ | -------------------------------- | ----------------------------------- | ---------- |
| 2008.  | Virgin Media Music Awards        | Najbolja pjesma                     | Nominacija |
| 2008.  | InMusic Awards 2008              | Najbolji glazbeni video             | Osvojeno   |
| 2009.  | MTV Video Music Awards Japan     | Najbolji video ženske izvođačice    | Nominacija |
| 2009.  | MTV Video Music Awards Japan     | Najbolji video godine               | Nominacija |
| 2009.  | MYX Music Awards                 | Najbolji međunarodni glazbeni video | Nominacija |
| 2009.  | NRJ Music Awards                 | Najbolji video godine               | Osvojeno   |
| 2009.  | International Dance Music Awards | Najbolja pop-dance pjesma           | Osvojeno   |
| 2009.  | International Dance Music Awards | Najbolji glazbeni video             | Osvojeno   |
| 2009.  | 2009 MTV Video Music Awards      | Video godine                        | Osvojeno   |
| 2009.  | 2009 MTV Video Music Awards      | Najbolji pop video                  | Osvojeno   |

| Država      | Izdavač    | Certifikacija | Prodaja    |
| ----------- | ---------- | ------------- | ---------- |
| Australija  | ARIA       | platinasta    | 70.000+    |
| Belgija     | IFPI       | zlatna        | 25.000+    |
| Danska      | IFPI       | platinasta    | 15.000+    |
| Finska      | IFPI       | zlatna        | 5.226+     |
| Novi Zeland | RIANZ      | zlatna        | 7.500+     |
| Španjolska  | PROMUSICAE | zlatna        | 20.000+    |
| Švedska     | IFPI       | zlatna        | 10.000+    |
| UK          | BPI        | srebrna       | 200.000+   |
| SAD         | RIAA       |               | 2.777.600+ |

| Svijet |  |  | 5.418.000 |

| Regija      | Datum                | Kuća                  | Format                     |
| ----------- | -------------------- | --------------------- | -------------------------- |
| Svijet      | 26. rujna 2008.      | Jive Records/Sony BMG | Radio                      |
| Europa      | 3. listopada 2008.   | Sony BMG              | Digitalni download         |
| Novi Zeland | 6. listopada 2008.   | Sony BMG              | Digitalni download         |
| SAD         | 7. listopada 2008.   | Jive Records          | Digitalni download         |
| SAD         | 19. prosinca 2008.   | Jive Records          | Digitalni EP s remiksevima |
| Australija  | 7. listopada 2008.   | Sony BMG              | Digitalni download         |
| Australija  | 25. listopdada 2008. | Sony BMG              | CD singl (A verzija)       |
| Australija  | 21. studenog 2008.   | Sony BMG              | CD singl (B verzija)       |
| UK          | 2. studenog 2008.    | Sony BMG              | Digitalni download         |
| UK          | 24. studenog 2008.   | Sony BMG              | CD singl                   |
| Njemačka    | 14. studenog 2008.   | Sony BMG              | CD singl                   |
| Tajvan      | 28. studenog 2008.   | Sony                  | CD singl                   |
| Francuska   | 5. prosinca 2008.    | Sony BMG              | CD singl                   |

| Britney Spears     | Britney Spears |
| ------------------ | --- |
|                    | |
| Studijski albumi   | ...Baby One More Time • Oops!... I Did It Again • Britney • In the Zone • Blackout • Circus • Femme Fatale • Britney Jean                                                                         |
|                    | |
| Kompilacije        | Greatest Hits: My Prerogative • B in the Mix: The Remixes • The Singles Collection |
|                    | |
| Filmografija       | Crossroads • Britney & Kevin: Chaotic • Britney: For the Record |
|                    | |
| Video/uživo albumi | Time Out with Britney Spears • Live and More! • Britney: The Videos • Live from Las Vegas • In the Zone • Greatest Hits: My Prerogative                                                           |
|                    | |
| Turneje            | ...Baby One More Time Tour • Oops!... I Did It Again World Tour • Dream Within a Dream Tour • The Onyx Hotel Tour • The Circus Starring Britney Spears • Femme Fatale Tour • Britney: Piece of Me |
|                    | |
| Diskografija       | |

| Britney Spears     | Britney Spears |
| ------------------ | --- |
|                    | |
| Studijski albumi   | ...Baby One More Time • Oops!... I Did It Again • Britney • In the Zone • Blackout • Circus • Femme Fatale • Britney Jean                                                                         |
|                    | |
| Kompilacije        | Greatest Hits: My Prerogative • B in the Mix: The Remixes • The Singles Collection |
|                    | |
| Filmografija       | Crossroads • Britney & Kevin: Chaotic • Britney: For the Record |
|                    | |
| Video/uživo albumi | Time Out with Britney Spears • Live and More! • Britney: The Videos • Live from Las Vegas • In the Zone • Greatest Hits: My Prerogative                                                           |
|                    | |
| Turneje            | ...Baby One More Time Tour • Oops!... I Did It Again World Tour • Dream Within a Dream Tour • The Onyx Hotel Tour • The Circus Starring Britney Spears • Femme Fatale Tour • Britney: Piece of Me |
|                    | |
| Diskografija       | |

| Singlovi Britney Spears       | Singlovi Britney Spears |
| ----------------------------- | --- |
|                               | |
| ...Baby One More Time         | ...Baby One More Time" • "Sometimes" • "(You Drive Me) Crazy" • "Born to Make You Happy" • "From the Bottom of My Broken Heart"           |
|                               | |
| Oops!... I Did It Again       | Oops!... I Did It Again" • "Lucky" • "Stronger" • "Don't Let Me Be the Last to Know"                                                      |
|                               | |
| Britney                       | "I'm a Slave 4 U" • "Overprotected" • "I'm Not a Girl, Not Yet a Woman" • "Anticipating" / "I Love Rock 'n' Roll" • "Boys"                |
|                               | |
| In the Zone                   | "Me Against the Music" • "Toxic" • "Everytime" • "Outrageous"                                                                             |
|                               | |
| Greatest Hits: My Prerogative | "My Prerogative" • "Do Somethin'" |
|                               | |
| Blackout                      | "Gimme More" • "Piece of Me" • "Break the Ice" • "Radar"                                                                                  |
|                               | |
| Circus                        | "Womanizer" • "Circus" • "If U Seek Amy" • "Radar"                                                                                        |
|                               | |
| The Singles Collection        | "3" |
|                               | |
| Femme Fatale                  | "Hold It Against Me" • "Till the World Ends" • "I Wanna Go" • "Criminal"                                                                  |
|                               | |
| Britney Jean                  | "Work Bitch" • "Perfume" |
|                               | |
| Ostale pjesme                 | "My Only Wish (This Year)" • "I've Just Begun (Having My Fun)" • "Chris Cox Megamix" • "Someday (I Will Understand)" • "And Then We Kiss" |

| Singlovi Britney Spears       | Singlovi Britney Spears |
| ----------------------------- | --- |
|                               | |
| ...Baby One More Time         | ...Baby One More Time" • "Sometimes" • "(You Drive Me) Crazy" • "Born to Make You Happy" • "From the Bottom of My Broken Heart"           |
|                               | |
| Oops!... I Did It Again       | Oops!... I Did It Again" • "Lucky" • "Stronger" • "Don't Let Me Be the Last to Know"                                                      |
|                               | |
| Britney                       | "I'm a Slave 4 U" • "Overprotected" • "I'm Not a Girl, Not Yet a Woman" • "Anticipating" / "I Love Rock 'n' Roll" • "Boys"                |
|                               | |
| In the Zone                   | "Me Against the Music" • "Toxic" • "Everytime" • "Outrageous"                                                                             |
|                               | |
| Greatest Hits: My Prerogative | "My Prerogative" • "Do Somethin'" |
|                               | |
| Blackout                      | "Gimme More" • "Piece of Me" • "Break the Ice" • "Radar"                                                                                  |
|                               | |
| Circus                        | "Womanizer" • "Circus" • "If U Seek Amy" • "Radar"                                                                                        |
|                               | |
| The Singles Collection        | "3" |
|                               | |
| Femme Fatale                  | "Hold It Against Me" • "Till the World Ends" • "I Wanna Go" • "Criminal"                                                                  |
|                               | |
| Britney Jean                  | "Work Bitch" • "Perfume" |
|                               | |
| Ostale pjesme                 | "My Only Wish (This Year)" • "I've Just Begun (Having My Fun)" • "Chris Cox Megamix" • "Someday (I Will Understand)" • "And Then We Kiss" |